# 쿠야비포모제주

쿠야비포모제주의 위치

쿠야비포모제주(폴란드어: Województwo kujawsko-pomorskie)는 폴란드 중북부에 위치한 주로, 주도는 비드고슈치(주 정부 소재지)와 토룬(주 의회 소재지)이며 면적은 17,969km2, 인구는 2,066,136명(2007년 기준, 도시 인구: 1,262,577명, 농촌 인구: 803,559명), 인구 밀도는 110명/km2이다. 1999년 1월 1일 행정 구역 개편에 따라 신설되었다.
4개 도시군과 19개 농촌군, 144개 그미나(지방 자치체)를 관할한다. 포모제주(북쪽), 바르미아마주리주(북동쪽), 마조프셰주(동쪽), 우치주(남쪽), 비엘코폴스카주(남쪽과 서쪽)와 접한다.

주기
주 문장
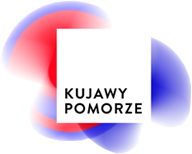
주 로고

## 행정 구역

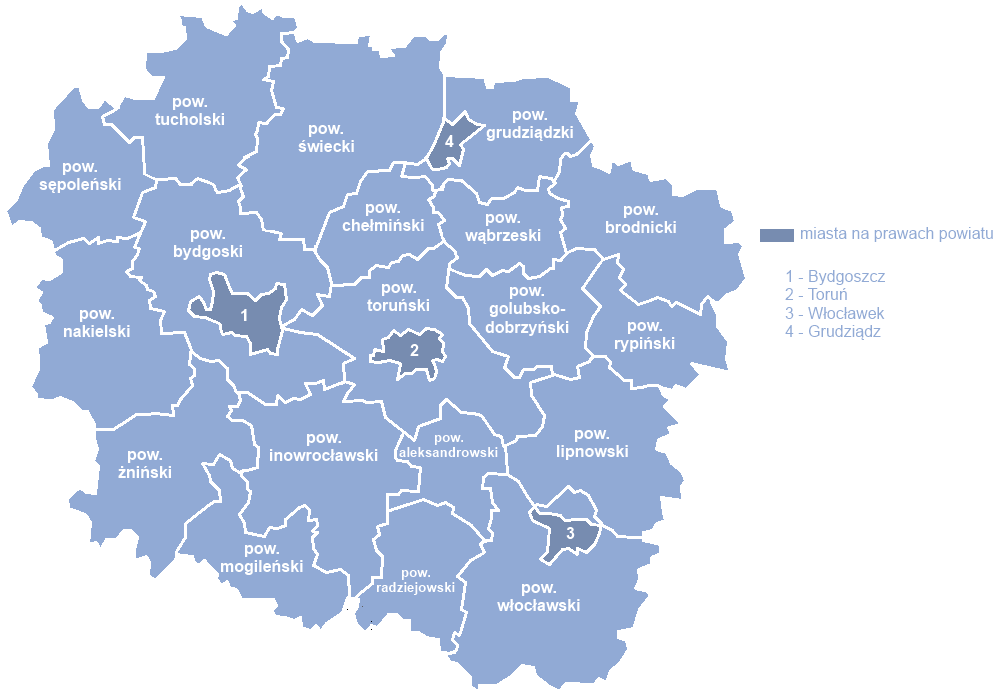
쿠야비포모제주의 행정 구역

### 도시군
- 비드고슈치 (주 정부 소재지)
- 토룬 (주 의회 소재지)
- 그루지옹츠
- 브워츠와베크

### 농촌군
- 알렉산드루프군
- 브로드니차군
- 비드고슈치군
- 헤움노군
- 골루프도브진군
- 그루지옹츠군
- 이노브로츠와프군
- 리프노군
- 모길노군
- 나크워군
- 라지에유프군
- 리핀군
- 셍풀노군
- 시비에치에군
- 토룬군
- 투홀라군
- 봉브제지노군
- 브워츠와베크군
- 주닌군

## 같이 보기
- 포모제주
- 서포모제주